# Franz Stolze
Karl Heinrich Franz Stolze (* 14. März 1836 in Berlin; † 13. Januar 1910 in Charlottenburg) war ein deutscher Erfinder, Photograph, Stenograph und Schriftsteller. Bekannt ist er vor allem als Entwickler einer ersten Gasturbine und photographischer Vermessungsmethoden.

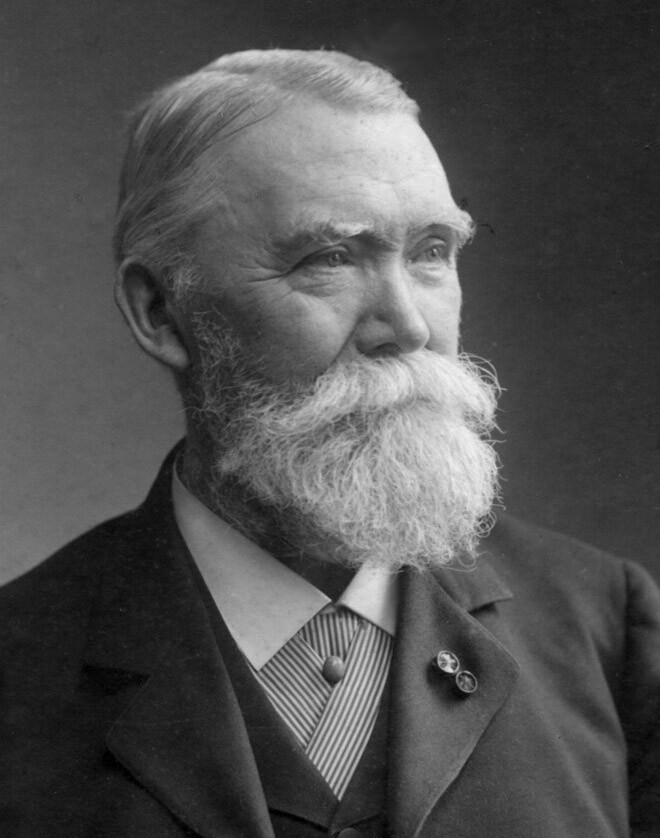
Franz Stolze (1900)

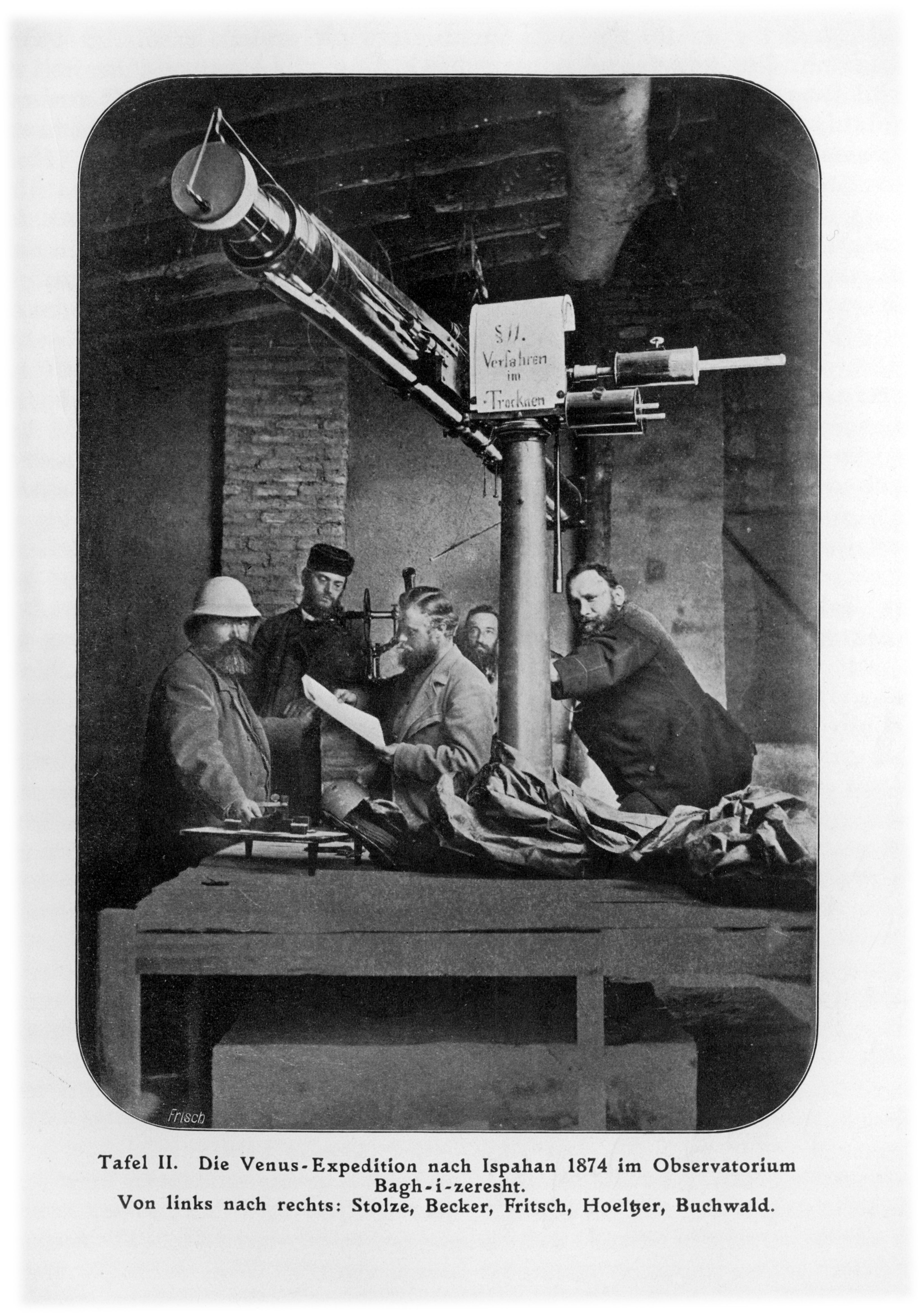
Beobachtung des Venusdurchganges 1874. Von links nach rechts: Franz Stolze, Ernst Becker, Gustav Fritsch, Ernst Hoeltzer und Hugo Buchwald

## Leben
Franz Stolze wurde zunächst von seinem Vater Wilhelm Stolze (bekannt als Erfinder einer Kurzschrift) privat unterrichtet, besuchte dann das Friedrich-Werder-Gymnasium in Berlin, das er 1857 abschloss. Nach einem Studium der Philosophie, Geschichte, Geographie, Physik und Mathematik an der Friedrich-Wilhelms-Universität Berlin und in Jena folgte eine Promotion an der Universität Jena im Fach Philosophie im Jahre 1863. Seine Arbeit mit dem Titel Theorie der Henschel-Jonvalschen Turbine wurde vom Physiker Karl Snell positiv bewertet.

### Stolzes Gasturbine
Im Rahmen seiner Promotion war Stolze mit den Werken von Ferdinand Redtenbacher zum Strömungs- und Turbomaschinenbau in Berührung gekommen. Er erkannte einige Schwächen in der theoretischen Berechnung und der Konstruktion von Turbinen, verbesserte die Berechnung u. a. der Henschel-Jonval-Turbine und entwickelte selbst die Idee einer „Feuerturbine“ (Gasturbine), die er 1873 erstmals zum Patent anmeldete.
Da dieser Patentantrag vom Deutschen Reichspatentamt abgelehnt worden war, widmete sich Stolze für längere Zeit anderen Aktivitäten (siehe unten). Letztlich wandte er sich aber wieder der Gasturbine zu, denn inzwischen hatten andere, insbesondere Charles Parsons, seine Ideen praktisch bestätigt. 1897 stellte Stolze erneut einen Patentantrag, der dieses Mal genehmigt wurde. In der Folge entwickelte und baute Stolze 1904 in Berlin-Weißensee eine Test- und Pilotanlage. Aufgrund von Werkstoffproblemen, zu hohen Druckverlusten und ungünstigen Schaufelprofilen, insbesondere im Bereich des Turboverdichters, wies die Turbine aber einen zu geringen Wirkungsgrad auf. Der Verdichter brauchte mehr Antriebsleistung als die Turbine abgab, d. h. die Maschine war nicht in der Lage, selbständig zu starten oder Energie abzugeben.
Trotz des anfänglichen, praktischen Misserfolges gilt Stolzes Turbine als bahnbrechend für die heutige Gasturbinentechnologie, denn nachdem für einige Jahre die Gasturbinen ohne Verdichter von Hans Holzwarth erfolgversprechender erschienen, wendete sich in den 1930er Jahren das Blatt, u. a. durch die Entwicklung von verbesserten Turbokompressoren durch Auguste Rateau. Heute arbeiten alle modernen Gasturbinen nach Stolzes' Prinzip.
Zu seinem Gedenken brachte die „Siemens-Ring-Stiftung“ am 14. März 1963 eine Bronzetafel am Haus Uhlandstraße 175 in Berlin-Charlottenburg an, in dem Stolze in den letzten Jahrzehnten seines Lebens wirkte.

### Fotografie
Inspiriert durch den Besuch der ersten „Internationalen photographischen Ausstellung“ des Photographischen Vereins zu Berlin 1865 begann er, sich mit Hilfe des Handbuches der practischen Photographie von Ludwig Gustav Kleffel autodidaktisch in das Thema einzuarbeiten. Infolge des Kontaktes mit dem Begründer des fotografischen Messbildes Albrecht Meydenbauer, den er auf der Ausstellung getroffen hatte, erwachte gleichzeitig Stolzes Interesse für die Photogrammetrie. Schon ein Jahr später eröffnete er sein eigenes Atelier (Kunstphotographische Anstalt Dr. Franz Stolze & Co.) Unter den Linden 54/55 und engagierte sich beim Aufbau eines Lehrstuhls und Laboratoriums für Fotografie an der Technischen Hochschule zu Berlin.
Von 1869 bis 1873 sowie von 1881 bis 1893 leitete Stolze den von Hermann Wilhelm Vogel 1863 gegründeten Photographischen Verein zu Berlin. 1874, nach der o. g. Ablehnung seines Turbinenpatents, schloss Stolze sein Berliner Atelier, um im Auftrag des preußischen Kulturministeriums an einer Forschungsreise nach Isfahan in Persien teilzunehmen, wo er mit einem Photoheliographen den Venusdurchgang von 1874 aufnahm (siehe Bild).
Im Anschluss blieb er in Persien, wo er die geografischen, etymologischen und archäologischen Untersuchungen des Orientalisten Friedrich Carl Andreas tatkräftig unterstützte. Mit photogrammetrischen Methoden nahm er hierbei die Mesdjid-e-Djumä (Freitags-Moschee) in Schiraz auf. Die Aufnahmen sandte Stolze nach seiner Rückkehr nach Berlin 1878 zur Auswertung an seinen Freund Albrecht Meydenbauer nach Meschede im Sauerland, wo dieser als Bauinspektor tätig war. Während seiner Zeit in Persien reiste Stolze zweimal nach Persepolis, wo er die ausgegrabenen Bauwerke photogrammetrisch dokumentierte und im Anschluss einen Plan der altpersischen Residenzstadt erstellte.
Gemeinsam mit Meydenbauer beschäftigte sich Stolze des Weiteren gegen Ende der 1870er Jahre mit der Fotografie von unbemannten Fesselballonen aus, setzte die Ideen aber nicht in die Praxis um. Für die Auswertung von photogrammetrischen Stereoaufnahmen führte Stolze zudem spezielle Messmarken ein.
1885 gründete er eine der ersten Fabriken in Deutschland zur Herstellung von Bromsilber-Fotopapier, die er bis 1896 leitete, um anschließend als Lektor der Stolze-Stenographie an der Berliner Universität zu arbeiten.

### Andere Aktivitäten

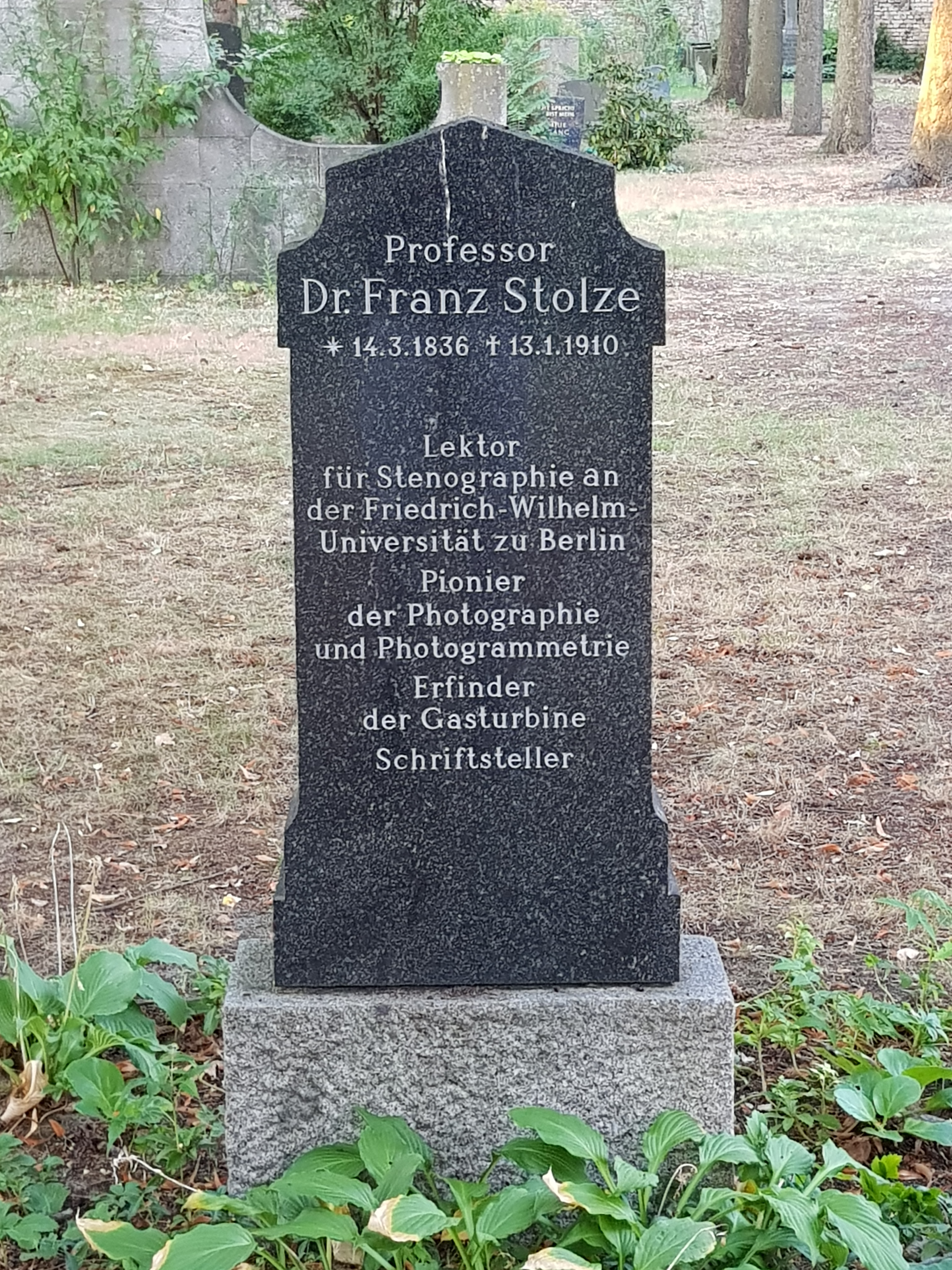
Grabstätte auf dem Domfriedhof I (2020)

Außerdem setzte sich Stolze für die Verbreitung der Werke seines Vaters zur Stenographie ein und erhielt von der Friedrich-Wilhelm-Universität Berlin hierfür 1896 einen Lehrauftrag. Auch betätigte er sich als Schriftsteller, verfasste einige Gedichte, Dramen und Romane, darunter Das entschleierte Bild zu Saïs als Gegenstück zu Friedrich Schillers Das verschleierte Bild zu Sais.
Franz Stolze starb im Alter von 73 Jahren und fand auf dem Berliner Domfriedhof I an der Liesenstraße seine letzte Ruhestätte.

## Schriften (Auswahl)
- Die Panoramenapparate in ihren Vorzügen und Mängeln sowie ihre Verwendung in der Praxis. Wilhelm Knapp, Halle (Saale) 1909, (urn:nbn:de:bsz:14-db-id17385473968)
- Die Stereoskopie und das Stereoskop in Theorie und Praxis. 2. Auflage, Wilhelm Knapp, Halle (Saale) 1908, (Digitalisat)
- Photographisches Lexikon. 61. Band der Encyklopädie der Photographie. Wilhelm Knapp, Halle (Saale) 1908
- Die Handelsverhältnisse Persiens mit besonderer Berücksichtigung der deutschen Interessen. Perthes, Gotha 1885
- F. Stolze, F.C. Andreas, Theodor Nöldeke: Persepolis. Die achaemenidischen und sasanidischen Denkmäler und Inschriften von Persepolis, Istakhr, Pasargadae, Shâhpûr zum ersten Male photographisch aufgenommen. 2 Bände. A. Asher & Co., Berlin 1882
- Über Ballonaufnahmen. In: Photographisches Wochenblatt, 7, 1881, Nr. 41, S. 325–330; Nr. 42, S. 335–338
- Aufnahme der Freitags-Moschee (Mesdjid-e-Djumä) in Schiraz. In: Photographisches Wochenblatt, 7, 1881, Nr. 17, S. 133–136
- Meine Aufnahmen der Ruinen von Persepolis. In: Photographisches Wochenblatt, 7, 1881; Nr. 31, S. 245–247; Nr. 32, S. 253–255; Nr. 33, S. 261–265; Nr. 34, S. 269–271; Nr. 35, S. 277–281; Nr. 36, S. 285–287; Nr. 37, S. 293–297; Nr. 38, S. 301–304; Nr. 39, S. 310–312

## Ehrungen und Auszeichnungen
- 1898: Roter Adlerorden IV. Klasse[7]
- 1960: Benennung eines Berges (Stolze Peak) auf der Arctowski-Halbinsel in der Westantarktis[8]